# Mack (Familienname)
Mack ist ein deutscher und englischer Personenname.

## Namensträger

### A
- Alex Mack (* 1985), US-amerikanischer American-Football-Spieler
- Alexander Mack (1679–1735), deutscher Religionsführer (Church of the Brethren)
- Allison Mack (* 1982), US-amerikanische Schauspielerin
- Andrew Mack (Politiker) (1780–1854), US-amerikanischer Politiker, Bürgermeister von Detroit
- Andrew Mack (Schauspieler) (1863–1931), US-amerikanischer Schauspieler und Sänger
- Andrew Mack (Sozialwissenschaftler) (1939–2021), britischer Sozialwissenschaftler und Friedensforscher
- Angelika Mack (* 1947), deutsche Juristin, Richterin und Gerichtspräsidentin

### B
- Big Derill Mack, deutscher Rapper
- Bill Mack (1932–2020), US-amerikanischer Rockabilly-Sänger
- Burton L. Mack (1931–2022), US-amerikanischer Autor, Theologe und Religionswissenschaftler

### C
- Carl Friedrich Mack (1785–nach 1861), deutscher Politiker, Freie Stadt Frankfurt
- Christy Mack (* 1991), US-amerikanisches Fotomodell und Pornodarstellerin
- Connie Mack (1862–1956), US-amerikanischer Baseballspieler und -manager
- Connie Mack III (* 1940), US-amerikanischer Politiker
- Connie Mack IV (* 1967), US-amerikanischer Politiker
- Cornelia Mack (* 1955), deutsche Autorin und Religionspädagogin
- Craig Mack (1970–2018), US-amerikanischer Rapper

### D
- Daniel Mack (* 1986), deutscher Politiker (Bündnis 90/Die Grünen)
- David Mack (* 1961), US-amerikanischer Mittelstreckenläufer
- David Alan Mack (* 1969), US-amerikanischer Science-Fiction-Autor
- David W. Mack (* 1972),  US-amerikanischer Comicautor
- David Mack, US-amerikanischer Ruderer und Goldmedaillengewinner bei den Ruder-Weltmeisterschaften 2000
- Deven Mack (* 1988), kanadischer Synchronsprecher
- Dieter Mack (* 1954), deutscher Komponist und Musiker
- Dietrich Mack (Altphilologe) (1913–2001), deutscher Altphilologe und Epigraphiker
- Dietrich Mack (Dramaturg) (auch Dieter Mack; * 1940), deutscher Autor und Dramaturg

### E
- Earle Mack (* 1939), US-amerikanischer Unternehmer, Diplomat und Filmproduzent
- Eddie Mack, US-amerikanischer Rhythm-&-Blues-Sänger
- Eduard Mack (1918–2011), deutscher Schriftsteller
- Elke Mack (* 1964), deutsche katholische Theologin
- Ernst Mack (* 1953), deutscher Maler, Zeichner und Experimentalmusiker
- Erwin Mack (1893–1942), deutscher Offizier, zuletzt Generalmajor der Wehrmacht
- Eugen Mack (1907–1978), Schweizer Turner

### F
- Ferdinand Mack (* 1959), deutscher Kickboxer
- Franz von Mack (1730–1807), österreichischer Unternehmer
- Franz Mack (1921–2010), deutscher Unternehmer
- Friedrich Mack (Geistlicher) (1877–1942), luxemburgischer römisch-katholischer Geistlicher und Märtyrer
- Friedrich Mack (Sänger) (* 1962), deutscher Opernsänger und Gesangspädagoge
- Fritz Mack (Schriftsteller) (1882–1963), deutscher Schriftsteller und Journalist
- Fritz Mack (Sänger) (1912–1970), Schweizer Sänger (Bass-Bariton) und Gesangslehrer

### G
- Gary Mack (1946–2015), US-amerikanischer Museumskurator und Archivar
- Georg Mack (Politiker, 1826) (1826–1908), deutscher Unternehmer und Politiker, MdPL Hessen-Nassau
- Georg Mack (Politiker, 1899) (1899–1973), deutscher Politiker (CSU), MdL Bayern
- Gerhard Mack (1940–2023), deutscher Physiker
- Gerhard Mack (Journalist) (* 1956), Schweizer Journalist
- Gordon Mack (1898–1948), irischer Badmintonspieler
- Günter Mack (1930–2007), deutscher Schauspieler
- Günther Mack (1927–2018), deutscher Physiker und Hochschullehrer

### H
- Hans Mack (Eishockeyspieler) (1924–2012), deutscher Eishockeyspieler
- Hans-Günther Mack (* 1958), deutscher Bäckermeister, brachte 1995 das Sonntagsverkaufsverbot für Backwaren zu Fall
- Hans-Hubertus Mack (* 1954), deutscher Offizier und Erziehungswissenschaftler
- Hans-Joachim Mack (1928–2008), deutscher General
- Heinrich Mack (Unternehmer, 1836) (1836–1927), deutscher Unternehmer und Wohltäter
- Heinrich Mack (1867–1945), deutscher Historiker und Braunschweiger Stadtarchivar
- Heinrich Mack (Unternehmer, 1882) (1882–1958), deutscher Unternehmer
- Heinz Mack (* 1931), deutscher Künstler
- Helen Mack (1913–1986), US-amerikanische Schauspielerin
- Helen Mack Chang (* 1952), Menschenrechtsaktivistin
- Helga Mack (Politikerin) (1938–1995), deutsche Politikerin (CDU)
- Helga Mack (Schwimmerin), deutsche Schwimmerin
- Huey Mack (* 1991), US-amerikanischer Rapper

### I
- Ida May Mack, US-amerikanische Country-Blues-Sängerin, die 1928 Aufnahmen machte

### J
- J. C. Mack (* 1988), Fußballspieler der Amerikanischen Jungferninseln
- Jakob Mack (auch Jacob Mack; 1824–1907), deutscher Nudelfabrikant
- Jan-Eric Mack (* 1983), Schweizer Grafiker und Filmemacher
- Joe Mack (1912–1998), US-amerikanischer Baseballspieler
- Johann Christian Mack (1634–1701), deutscher Mediziner
- Johann Friedrich Mack (1819–1887), deutscher Unternehmer und Politiker
- Johann Friedrich Hartmann Mack (1790–1852), deutscher Kaufmann und Abgeordneter
- Johann Martin Mack (1715–1784), deutscher Missionar
- Jon Mack, US-amerikanische Schauspielerin
- John Mack (Musiker) (1927–2006), US-amerikanischer Oboist
- John E. Mack (1929–2004), US-amerikanischer Psychiater
- John J. Mack (* 1944), US-amerikanischer Bankmanager
- John L. Mack (1927–2021), US-amerikanischer Tonmeister
- Josef Mack (1838–1895), deutscher Apotheker und Unternehmer, siehe Josef Mack
- Joseph Wilhelm Ludwig Mack (der Ältere) (1767–1835), deutscher Bildhauer
- József Mack, Geburtsname von József Makk (Offizier) (um 1810–1868), ungarischer Offizier
- Jürgen Mack (* 1958), deutscher Unternehmer

### K
- Karanja Mack (* 1987), antiguanischer Fußballspieler
- Karen Mack (* 1947), deutsche Leichtathletin
- Karin Mack (* 1940), österreichische Fotokünstlerin
- Karl Mack (Physiker) (1857–1934), deutscher Physiker und Meteorologe
- Karl Mack (Mathematiker) (1882–1943), österreichischer Mathematiker
- Karl Mack (Heimatforscher) (1927–2003), deutscher Lehrer, Museumsleiter und Heimatforscher
- Karl Mack von Leiberich (1752–1828), österreichischer General
- Katie Mack (* 1981), US-amerikanische Kosmologin, Astrophysikerin und Wissenschaftskommunikatorin
- Kelley Mack (1992–2025), US-amerikanische Schauspielerin
- Kevin Scott Mack (* 1959), US-amerikanischer VFX Supervisor
- Khalil Mack (* 1991), US-amerikanischer American-Football-Spieler
- Klaus Mack (* 1973), deutscher Politiker (CDU)
- Kyle Mack (* 1997), US-amerikanischer Snowboarder

### L
- Laurin Mack (* 2003), deutscher Fußballspieler
- Lee Mack (* 1968), englischer Komiker und Schauspieler
- Linda Mack (* 1991), deutsche Handballspielerin
- Lonnie Mack (1941–2016), US-amerikanischer Rock- und Bluesgitarrist
- Lorenz Mack (1917–1991), österreichischer Schriftsteller, Publizist, Kulturorganisator, Kulturamtsleiter und Bibliothekar
- Louise Mack (1870–1935), australische Journalistin und Autorin
- Luca Mack (* 2000), deutscher Fußballspieler
- Ludwig Mack (der Jüngere) (1799–1831), deutscher Bildhauer in Stuttgart
- Ludwig Hirschfeld-Mack (1893–1965), deutscher Maler und „Farblicht-Musiker“
- Lutz Mack (* 1952), deutscher Geräteturner

### M
- Maria Imma Mack (1924–2006), deutsche Ordensschwester und Widerstandskämpferin
- Marion Mack (1902–1989), US-amerikanische Schauspielerin
- Martin Joseph Mack (1805–1885), württembergischer Theologe
- Mary Bono Mack (* 1961), US-amerikanische Politikerin
- Mathias Mack (1801–1882), deutscher Apotheker, Bürgermeister und Erfinder des Latschenkiefernöls
- Matthias Mack (* 1973), deutscher Autor
- Max Mack (1884–1973), deutscher Filmregisseur
- Maynard Mack (1909–2001), US-amerikanischer Sprachwissenschaftler
- MC Mack (* 1975), US-amerikanischer Rapper, Sänger, Songwriter, Produzent und Unternehmer, siehe The Kaze
- Mia Mack (* 2004), deutsche Tennisspielerin
- Michael Mack (* 1978), deutscher Unternehmer
- Mirren Mack (* 1997), schottische Schauspielerin und Tänzerin
- Myrna Mack Chang (1949–1990), Anthropologin und Menschenrechtsaktivistin

### O
- Otto Mack (1897–1964), deutscher Maler und Grafiker

### P
- Paul Mack (1891–1979), US-amerikanischer Baseballspieler
- Pauline Beery Mack (1891–1974), US-amerikanische Chemikerin
- Peter Mack (Schwimmer), deutscher Schwimmer
- Peter Mack (Fußballspieler) (* 1959), deutscher Fußballspieler und -trainer
- Peter Mack (Floorballspieler) (* 1992), österreichischer Floorballspieler
- Peter F. Mack (1916–1986), US-amerikanischer Politiker
- Phil Mack (* 1985), kanadischer Rugby-Union-Spieler

### R
- Raymond W. Mack (1927–2011), US-amerikanischer Soziologe
- Reinhold Mack (* 1949), deutscher Musikproduzent
- Robert Mack (Eishockeyspieler) (1959–2020), österreichischer Eishockeytorwart
- Robert Mack (Leichtathlet) (* 1984), US-amerikanischer Leichtathlet
- Roland Mack (* 1949), deutscher Unternehmer, Sohn von Franz Mack, Bruder von Jürgen Mack
- Rudolf Mack (1932–2006), deutscher Religionspädagoge
- Russell L. Mack (* um 1966), pensionierter Generalleutnant der US Air Force
- Russell V. Mack (1891–1960), US-amerikanischer Politiker

### S
- Sam Mack (* 1970), US-amerikanischer Basketballspieler
- Siegfried Mack (1936–2022), deutscher Kunstpädagoge und Hochschullehrer
- Simon Mack (* 1992), deutscher Musiktheoretiker, Jazzpianist und Komponist
- Shelvin Mack (* 1990), US-amerikanischer Basketballspieler
- Steven Mack (* 1986), erblindeter Schweizer Sportler

### T
- Theo Mack (1904–1980), deutscher Schauspieler
- Thomas Mack (Ruderer) (Thomas Philip Mack, Jr.; 1913–2002), US-amerikanischer Ruderer
- Thomas Mack (Gastronom) (* 1981), deutscher Gastronom und Hotelier
- Timothy Mack (* 1972), US-amerikanischer Stabhochspringer
- Tom Mack (Thomas Lee Mack; * 1943), US-amerikanischer American-Football-Spieler

### U
- Ulrich Mack (Fotograf) (1934–2024), deutscher Fotograf
- Ulrich Mack (Theologe) (* 1951), deutscher Theologe, Regionalbischof von Stuttgart
- Ulrich Friedrich Mack (* 1950), deutscher Theologe und Autor

### W
- Walter Mack (* 1953), deutscher Schwimmer
- Warner Mack (1935–2022), US-amerikanischer Country-Sänger
- Werner Mack (* 1957), österreichischer Ingenieur und Hochschullehrer
- Wilhelm Mack (Lepidopterologe) (1901–1982), österreichischer Lehrer und Schmetterlingsforscher
- Wilhelm Mack (Unternehmer) (1919–2011), deutscher Unternehmer und Firmengründer
- Wilhelm Friedrich Mack (1848–1924), deutscher Architekt
- Willi Mack (1922–2022), deutscher Unternehmer
- William P. Mack (1915–2003), Vizeadmiral der US-Navy
- Willie Mack (* 1987), US-amerikanischer Profi-Wrestler
- Winfried Mack (* 1965), deutscher Politiker (CDU)
- Wolfgang Mack (1808–1883), deutscher Chirurg und Stifter
- Wolfgang Mack (Psychologe) (* 1961), deutscher Psychologe